# ALTOP Verlag
Die ALTOP Verlags- und Vertriebsgesellschaft für umweltfreundliche Produkte mbH veröffentlicht zu den Themen Umweltschutz, Corporate Social Responsibility (CSR) und Nachhaltigkeit. 

## Geschichte des Verlags

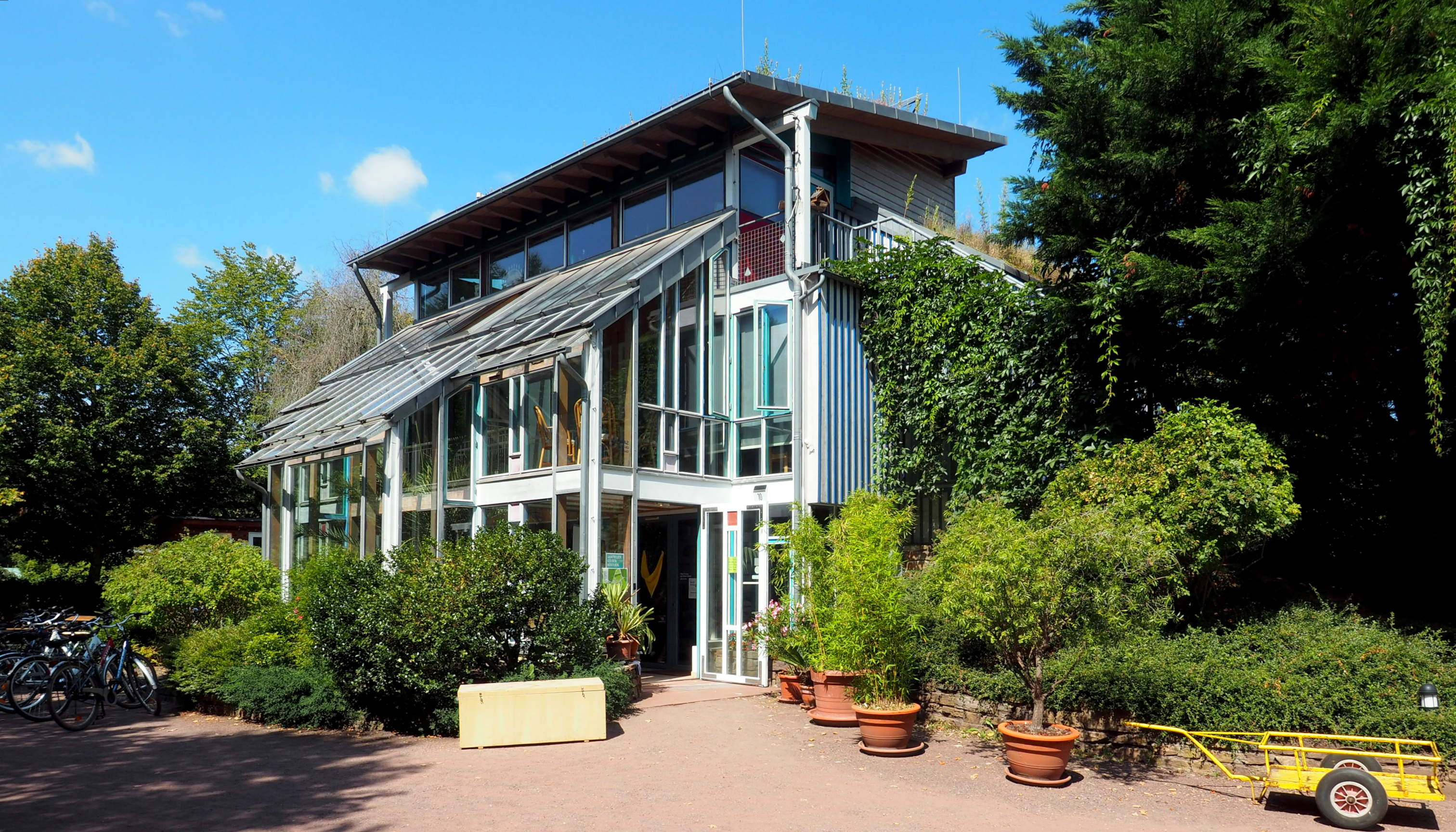
Das Öko-Partner-Haus wurde 2001 nach Friedensau versetzt.

ALTOP steht als Akronym für All Love To Our Planet. Im Jahr 1984 gründete Paul Wirkus den Verlag in München. Ein Jahr später erschien erstmals „Das alternative Branchenbuch“. 1988 erschien das Alternative Branchenbuch erstmals als eigenständige Ausgabe auch in Österreich und in der Schweiz. 1991 wurde das Öko-Partner-Haus, das erste ökologische Musterhaus in Europa, eröffnet. Unter der Koordination des ALTOP Verlags beteiligten sich daran 138 Firmen.
1997 folgte der Launch der Internet-Plattform www.Eco-World.de mit Webshop, Adressdatenbank und Blog. 2001 erschien der ökologische Einkaufsratgeber „Das Alternative Branchenbuch“ in der 13. Auflage erstmals unter dem Namen Eco-World. Im Jahr 2004 erschien erstmals die Publikation „Nachhaltiges Wirtschaften in Deutschland – Unternehmen sichern Zukunft“. Drei Jahre später publizierte der ALTOP Verlag die erste Auflage des Magazins „forum Nachhaltig Wirtschaften“, begleitet von der tagesaktuellen Internetpräsenz www.forum-csr.net.
Vier Jahre später erschien die erste englischsprachige Ausgabe von „forum Nachhaltig Wirtschaften“ unter dem Titel „forum CSR international“. 2009 organisierte das ALTOP-Team fünf Nachhaltigkeits-Events, darunter „Nachhaltigkeit trotz(t) Krise“ in München und Köln oder „ECO-Business meets Social Business“ in Berlin mit Kooperationspartnern wie dem Deutschen Naturschutzring (DNR), Vision Summit, Unicredit. Im Jahr 2010 publizierte der ALTOP Verlag erstmals den Praxisratgeber „Der CSR Manager“. Außerdem erhielt das Videoformat „99 seconds for the future“ eine eigene Seite und einen eigenen Youtube-Kanal. Das Internetformat zeigt 99 Sekunden lange Statements, unter anderem zu den Themen Biodiversität, Green Money, Mobilität, Gesellschaft, Social Business und Wasser.
Im Jahr 2010 erhielt Fritz Lietsch den B.A.U.M.-Umweltpreis.
Bei der internationalen Konferenz für „Sustainable Business and Consumption“ (SusCon) 2010 und 2012 war ALTOP Mitveranstalter. Seit 2011 verlegt ALTOP die wichtigste Publikation des Bundesdeutschen Arbeitskreises für Umweltbewusstes Management (B.A.U.M. e.V.): Das B.A.U.M.-Jahrbuch. Im Jahr 2012 publiziert der Verlag Sonderdrucke und -hefte zu den Themen: Nachhaltiger Gewerbebau, Stadt der Zukunft, e-Mobility und Cradle to Cradle.